# Vernassal

Vernassal este o comună în departamentul Haute-Loire, Franța. În 2009 avea o populație de 387 de locuitori.